# Clypeosectus
Clypeosectus is een geslacht van weekdieren uit de klasse van de Gastropoda (slakken).

## Soorten
- Clypeosectus curvus McLean, 1989
- Clypeosectus delectus McLean, 1989